# Hot Wheels
Hot Wheels, ten onrechte vaak geschreven als Hotwheels, is een Amerikaanse producent van modelauto's. Hot Wheels is onderdeel van het Mattel-concern.
Het merk werd in 1968 geïntroduceerd met 16 fantasiemodellen. In 1969 was de verkoop tien keer hoger dan verwacht. Men breidde het assortiment uit tot 40 modellen.
Al in 1972 werd de productie verplaatst naar goedkopere landen.
Hot Wheels was de grote concurrent van Matchbox en elk speelgoedautomerk moest reageren. Matchbox reageerde door de serie "Superfast" te introduceren en zelfs het Nederlandse Efsi verving de wielen door een zogenaamd "fast wheel"-type te introduceren.
In de jaren 80 probeerde Hot Wheels het in Frankrijk. Naar verluidt werden de autootjes in gevangenissen gemaakt. Toch werd het geen succes; de kwaliteit was vaak bedroevend laag. Hot Wheels nam eind jaren 80 Corgi over en men kan tot vandaag nog Corgimodellen terugvinden in de collectie.
In de laatste jaren is Hot Wheels zich ook op andere markten gaan begeven, onder meer ingegeven doordat ze een Ferrarilicentie kregen. Het moederconcern Mattel heeft concurrent Matchbox onder haar vleugels, waarbij de strategie is dat Matchbox meer voor kinderen is en Hot Wheels meer voor oudere kinderen (en verzamelaars).
Eind 2005 bleek dat men ook met de 1:64 schaalauto's meer richting de modelauto en verder van de speelgoedauto af wilde, door de First Editions gefaseerd uit te geven. Daardoor kwamen de eerste "First editions" van 2006 al in 2005 op de markt. Een van de duidelijkste aanwijzingen dat men voor verzamelaars gaat maken is wel het prototype van de B.A.T. dat door Bertone meer dan 30 jaar geleden is gemaakt.

## Treasure Hunt
Mattel startte met de productie van deze modellenlijn in 1995. Twaalf modellen, verspreid over twaalf maanden, dus één model per maand met een gelimiteerde oplage van 10.000 stuks per model. De wagentjes werden tussen de gewone Hot Wheels in de speelgoedwinkels verkocht, en ze werden een echte hype. Voor een Hot-Wheelverzamelaar was het vinden van een Treasure Hunt het vinden van de heilige graal. Dit leidde ertoe dat sommige winkelmedewerkers de auto's al opzij legden nog voor ze ooit de winkelrekken bereikten. Daardoor besliste Mattel om de productie op te drijven en men stopte met het vrijgeven van de productieaantallen. Dit systeem van 12 modellen, die zich onderscheidden van de rest door spectraflame verf (die ook werd gebruikt op de allereerste Hot Wheels) en door Realriders (rubberen bandjes) liep tot en met 2006. Toen schakelde men over op een tweedelig systeem, met Regular en Super Treasure Hunts. De Supers volgen het beginidee met onder andere de rubberen bandjes, terwijl de Regulars het uiterlijk hebben van een gewone Hot Wheels. Men denkt dat de productie van de Regular véél hoger ligt dan de originele Treasure Hunts en ze hebben dus minder waarde. Dit systeem oogstte veel kritiek bij de verzamelaars, maar Mattel houdt hier al twee jaar aan vast. Mattel is ook met Secret Hunters gekomen. Die worden verpakt als een gewoon model met gewoon nummer, maar de auto is voorzien van een TH logo, en andere wielen zoals bij de 2012 Honda S2000 141/247.